# Bureau of Alcohol, Tobacco, Firearms and Explosives
 For alternative betydninger, se ATF.
Bureau of Alcohol, Tobacco, Firearms and Explosives (ATF, dansk: Bureauet for alkohol, tobak, våben og sprængstoffer) er en føderal retshåndhævende organisation under USA's justitsministerium.
Opgaverne inkluderer undersøgelse og forebyggelse af føderale lovovertrædelser, der involverer ulovlig anvendelse, fremstilling, og besiddelse af skydevåben og sprængstoffer; brandstiftelse og bombninger; samt illegal handel med tobaksvarer og alkoholiske drikke. ATF regulerer også via licensering salg, besiddelse, og transport af de samme typer varer.
Mange af opgaverne udføres i samarbejde med forskellige specialgrupper bestående af statslige og lokale myndigheder, f.eks. nabohjælpsprojekter. ATF driver endvidere et forskningslaboratorium i Beltsville, Maryland hvor man bl.a. rekonstruerer brande til brug i efterforskning.
Agenturet ledes af B. Todd Jones (fungerende direktør), og Thomas E. Brandon, (vice-direktør).
ATF har omkring 5.000 ansatte og et årligt budget på 1,2 milliarder USD (2012).